# Mihaly Csikszentmihalyi
Mihaly Csikszentmihalyi, madžarsko-ameriški psiholog, * 29. september 1934, Reka, Hrvaška, † 20. oktober 2021
V ZDA je emigriral pri 22. letih. Doktoriral je na Univerzi v Chicagu, kjer je kasneje postal vodja Oddelka za psihologijo. Sedaj je zaposlen na Claremont Graduate University. Najbolj je poznan po tem, da je vpeljal danes široko sprejet pojem zanosa ("flow"). Martin Seligman, bivši predsednik APA, opisuje Csikszentmihalyija kot vodilnega svetovnega raziskovalca na področju pozitivne psihologije.

## Izbrana bibliografija
- Beyond Boredom and Anxiety: Experiencing Flow in Work and Play, 1975
- Optimal Experience: Psychological studies of flow in consciousness, 1988
- Flow: The Psychology of Optimal Experience, 1990
- Creativity : Flow and the Psychology of Discovery and Invention, 1996
- Finding Flow: The Psychology of Engagement With Everyday Life, 1998
- Good Work: When Excellence and Ethics Meet, 2002
- Good Business: Leadership, Flow, and the Making of Meaning, 2002